# Роже, Мишель
Мише́ль Роже́ (фр. Michel Roger; родился 9 марта 1949, Пуатье, Вьенна, Франция) — франко-монегасский политический деятель, государственный министр (глава правительства) Монако с марта 2010 по декабрь 2015.

## Биография
Высшее образование и докторскую степень получил в области частного права.
С 1970 по 1973 год работал адвокатом. Затем был советником министра планирования, преподавал в Университете Пуатье.
- С 1986 г. — генеральный инспектор национального образования в области экономики и социальных наук.
- 1987—1988 гг. — директор канцелярии министра национального образования Франции.
- 1992—1998 гг. — советник председателя Сената Франции.
- 2002—2005 гг. — советник по делам молодёжи, национального образования и научных исследований в правительстве Жан-Пьера Раффарена.
- 3 марта 2010 года назначен государственным министром Монако. 29 марта вступил в должность.
- 16 декабря 2015 покинул пост главы правительства Монако. Его преемником стал Серж Тель.

## Награды
- Офицер ордена Почётного легиона.
- Командор ордена «За заслуги».
- Командор ордена Академических пальм.
- Кавалер ордена Сельскохозяйственных заслуг.
- Кавалер ордена Искусств и литературы.
- Великий офицер ордена Святого Карла (Монако).
- Кавалер Большого креста ордена Звезды Италии.
- Офицер ордена Заслуг (Румыния).
- Офицер национального ордена (Буркина Фасо).
- Командор ордена Святого Григория Великого (Ватикан).
- Командор со звездой ордена Святого Гроба Господня.
- Большой крест ордена Заслуг pro Merito Melitensi (Мальтийский орден).
- Рыцарь Большого креста Константиновского ордена Святого Георгия.
- Орден Дружбы (Россия, 29 января 2016 года) — за большой вклад в укрепление дружбы и сотрудничества с Российской Федерацией, развитие торгово-экономических и научных связей, сохранение и популяризацию русского языка и культуры за рубежом[1].